# Triple Play
Triple Play oder auch 3-play (englisch für dreifaches Spiel) ist in der Telekommunikation seit etwa 2005 ein Marketingbegriff für das gebündelte Anbieten der drei Dienste audiovisuelle Unterhaltung (Fernsehen, Video-on-Demand), (IP-)Telefonie und Internet (siehe auch Konvergenz). Enthält das Angebot zusätzlich Mobilfunkangebote, spricht man auch von Quadruple Play oder auch 4-play (engl. für vierfaches Spiel, verkürzend auch Quad Play genannt).
Für den Wettbewerb auf dem Telekommunikationsmarkt hat das aufkommende Triple Play zunächst den Vorteil, dass sich dadurch mehrere konkurrierende Netzinfrastrukturen bis zum Teilnehmer etablieren, da die klassischen Telefongesellschaften ihr Netz für IPTV und Video on Demand ausbauen, während die TV-Kabelnetzbetreiber ihre Netze für Kabelinternet und Kabeltelefonie ausrüsten.
Beim 2-play wird auf die audiovisuelle Unterhaltung (Fernsehen) verzichtet.

## Begrifflichkeit
- Ursprünglich kommt der Begriff Triple Play aus dem Baseball und beschreibt dort einen perfekten Defensivspielzug, bei dem drei gegnerische Spieler ausgemacht werden. Aus diesem Grund wurde er auch von der Telekommunikationsbranche übernommen.
- Allgemein werden mit dem Begriff auch Elektronikkomponenten bezeichnet, die gleichzeitig Audio, Video und Daten verarbeiten (können). Triple Play im ursprünglichen Sinn bezeichnet jedoch den Transport von Sprache, Daten und Video (Triple) über ein Netzwerk. Selbst beim Quadruple Play genannt, also das zusätzliche Mobilfunkangebot zum bestehenden Fernseh-, Internet- und Telefonangebot aus einer Hand (Quad = vier), werden wiederum nur Daten-, Sprach- oder Videoinhalte distributiert bzw. angeboten. Damit handelt es sich weiterhin um Triple Play, denn die Inhalte bleiben gleich, nur die Elektronikkomponenten variieren.
- In Österreich ist Triple Play ein durch UPC eingetragener Markenname.

## Geschichte
Kabelfernsehanbieter bauen ihre Netze schon seit den 1990er Jahren für diese Kombination aus (in Deutschland aufgrund der vormaligen Eigentumsverhältnisse der Kabelnetze allerdings großteils erst nach der Jahrtausendwende) und bieten entsprechende Kabelmodems an, wobei das Fernsehangebot in der Regel reiner klassischer Rundfunk ist und nicht auf Abruf (Video-on-Demand) funktioniert. Mit der Verfügbarkeit breitbandiger IP-basierter Zugänge (ADSL, VDSL, Glasfaser), die zudem zuverlässig und verzögerungsarm sein müssen, sowie leistungsfähiger Datenreduktionsverfahren (z. B. MPEG-4 AVC) steigen auch Telekommunikationsanbieter in den Markt ein. Mobilfunkunternehmen bezeichnen ihre in der Regel auf UMTS basierenden Dienste teilweise unsystematischerweise auch als Quad Play.
Die Deutsche Telekom stieg im November 2006 in den Triple-Play-Markt und führte im November 2013 auch als erster Anbieter in Deutschland das Quad Play Angebot ein.
Angesichts der Technik-Konvergenz und der Migration des klassischen leitungsvermittelten Telefonnetzes hin zu einer NGN-Infrastruktur (Voice over Cable) werden zukünftig alle Dienste von Triple Play-Angeboten auf einer einheitlichen Netzinfrastruktur aufbauen.

## Kritik
Trotz der Vorteile von Triple Play für den Kunden, beispielsweise der Abrechnung und dem Kundendienst aus einer Hand, warnen Kritiker bereits heute vor einer Bündelung aller Kommunikationsdienste auf einem (IP-basierten) Netz, da eine Störung bzw. ein Totalausfall dann auch den gleichzeitigen Ausfall aller Kommunikationswege bedeuten könnte (z. B. durch Naturkatastrophen, Terrorismus, technische Defekte o. ä.) Außerdem unterscheiden sich die Telefontarife erheblich. Bei der Nutzung freier VoIP-Anbieter stehen je nach Anbieter und Tarif teilweise erheblich günstigere Minutenpreise zur Verfügung (auch für Mobilfunkgespräche und ins Ausland), so dass sich die üblichen Flatrates nur noch bei bestimmtem Nutzungsverhalten lohnen.
Unter Hinweis auf ihre hohen Investitionskosten für den Netzausbau und den sich etablierenden Infrastruktur-Wettbewerb zwischen ihren Netzen versuchen sich die Triple-Play-Anbieter der Marktregulierung und deren Anforderungen wie Entbündelung, Grundversorgung und der Netzneutralität zu entledigen, um als Monopol- bzw. Oligopol-Anbieter von Inhalten zusätzliche Wertschöpfung zu erreichen. Mit diesem Ansinnen hatte die Deutsche Telekom in Deutschland (VDSL-Regulierungsferien der Telekom) und die Swisscom in der Schweiz bereits Erfolg.